# Ditopella farcta
Ditopella farcta är en svampart som först beskrevs av Berk. & Broome, och fick sitt nu gällande namn av Pier Andrea Saccardo 1882. Ditopella farcta ingår i släktet Ditopella och familjen Gnomoniaceae.   Inga underarter finns listade i Catalogue of Life.